# Кім Ток Хун
Кім Ток Хун (кор. 김덕훈, 金德訓, Gim Deokhun, Kim Tŏkhun; нар. 1 січня 1961) — північнокорейський політик і партійний діяч, чинний голова уряду КНДР.

## Кар'єра
Був членом ЦК та Політбюро ТПК, членом парламентського бюджетного комітету, а також делегатом до групи співробітництва між Південною та Північною Кореєю. Потім рішенням Верховних народних зборів був призначений на пост заступника голови уряду.
13 серпня 2020 року на тлі поширення в Північній Кореї захворюваності на COVID-19, а також повені в південній частині країни Кім Чен Ин увільнив від посади прем'єр-міністра Кім Дже Рьона та призначив новим головою уряду Кім Ток Хуна. Трохи згодом він став членом Президії Політбюро ЦК ТПК.